# La Neuville (Norte)
La Neuville é uma comuna francesa na região administrativa de Altos da França, no departamento do Norte. Estende-se por uma área de 3.95 km². Em 2010 a comuna tinha 654 habitantes (densidade: 165,6 hab./km²).